# Natação no Campeonato Europeu de Esportes Aquáticos de 2016 - 400 m livre masculino
A prova dos 400 metros livre masculino da natação no Campeonato Europeu de Esportes Aquáticos de 2016 ocorreu no dia 16 de maio em Londres, no Reino Unido. 

## Calendário
| Fase          | Data       | Hora  |
| ------------- | ---------- | ----- |
| Eliminatórias | 16 de maio | 10:00 |
| Final         | 16 de maio | 18:02 |

Todos os horários estão no horário local (UTC+0)

## Recordes
Antes desta competição, os recordes eram os seguintes:
| Recorde mundial       | Paul Biedermann | 3:40.07 | Roma      | 26 de julho de 2009 |
| Recorde europeu       | Paul Biedermann | 3:40.07 | Roma      | 26 de julho de 2009 |
| Recorde do campeonato | Yury Prilukov   | 3:45.10 | Eindhoven | 18 de março de 2008 |

Os seguintes novos recordes foram estabelecidos durante esta competição. 
| Data       | Prova | Nadadora       | Nacionalidade | Tempo   | Recordes              |
| ---------- | ----- | -------------- | ------------- | ------- | --------------------- |
| 16 de maio | Final | Gabriele Detti | Itália        | 3:44.01 | Recorde do campeonato |

## Medalhistas
| Ouro                 | Prata                     | Bronze             |
| Gabriele Detti (ITA) | Henrik Christiansen (NOR) | Péter Bernek (HUN) |

## Resultados

### Eliminatórias
Esses foram os resultados das eliminatórias. 
| Pos. | Bateria | Raia | Nadador              | Nacionalidade | Tempo   | Notas |
| ---- | ------- | ---- | -------------------- | ------------- | ------- | ----- |
| 1    | 5       | 2    | Velimir Stjepanović  | Sérvia        | 3:46.72 | Q     |
| 2    | 5       | 5    | Péter Bernek         | Hungria       | 3:47.05 | Q     |
| 3    | 4       | 4    | Gabriele Detti       | Itália        | 3:47.18 | Q     |
| 4    | 5       | 6    | Maarten Brzoskowski  | Países Baixos | 3:47.63 | Q     |
| 5    | 4       | 0    | Felix Auböck         | Áustria       | 3:47.92 | Q     |
| 6    | 4       | 5    | Henrik Christiansen  | Noruega       | 3:48.33 | Q     |
| 7    | 5       | 3    | Stephen Milne        | Reino Unido   | 3:48.43 | Q     |
| 7    | 4       | 6    | Filip Zaborowski     | Polónia       | 3:48.43 | Q     |
| 9    | 4       | 3    | Wojciech Wojdak      | Polónia       | 3:49.05 |       |
| 10   | 5       | 8    | Jan Micka            | Chéquia       | 3:49.46 |       |
| 11   | 4       | 8    | Matias Koski         | Finlândia     | 3:50.02 |       |
| 12   | 5       | 7    | Timothy Shuttleworth | Reino Unido   | 3:50.21 |       |
| 13   | 5       | 9    | Nezir Karap          | Turquia       | 3:50.44 |       |
| 14   | 1       | 7    | Jan Świtkowski       | Polónia       | 3:50.57 |       |
| 15   | 3       | 3    | Martin Bau           | Eslovênia     | 3:50.90 |       |
| 16   | 5       | 1    | Max Litchfield       | Reino Unido   | 3:51.30 |       |
| 17   | 3       | 7    | Richárd Nagy         | Eslováquia    | 3:51.31 |       |
| 18   | 4       | 2    | Jordan Pothain       | França        | 3:51.64 |       |
| 19   | 4       | 7    | Anton Ipsen          | Dinamarca     | 3:51.76 |       |
| 20   | 2       | 2    | Henning Mühlleitner  | Alemanha      | 3:52.22 |       |
| 21   | 3       | 5    | Joris Bouchaut       | França        | 3:52.25 |       |
| 21   | 3       | 8    | Marc Hinawi          | Israel        | 3:52.25 |       |
| 23   | 2       | 4    | Victor Johansson     | Suécia        | 3:52.52 |       |
| 24   | 3       | 0    | Adam Paulsson        | Suécia        | 3:52.55 |       |
| 25   | 3       | 4    | Dimitrios Dimitriou  | Grécia        | 3:52.58 |       |
| 26   | 3       | 6    | Ido Haber            | Israel        | 3:52.76 |       |
| 27   | 5       | 4    | James Guy            | Reino Unido   | 3:52.91 |       |
| 28   | 3       | 1    | Kacper Klich         | Polónia       | 3:53.02 |       |
| 29   | 4       | 9    | David Brandl         | Áustria       | 3:53.37 |       |
| 30   | 4       | 1    | Miguel Durán         | Espanha       | 3:53.55 |       |
| 31   | 3       | 2    | Lander Hendrickx     | Bélgica       | 3:54.08 |       |
| 32   | 2       | 7    | Kristóf Rasovszky    | Hungria       | 3:54.28 |       |
| 33   | 2       | 3    | Lorenz Weiremans     | Bélgica       | 3:54.38 |       |
| 34   | 2       | 5    | Vuk Čelić            | Sérvia        | 3:54.69 |       |
| 35   | 5       | 0    | Gergő Kis            | Hungria       | 3:54.76 |       |
| 36   | 2       | 1    | Stefan Šorak         | Sérvia        | 3:55.26 |       |
| 37   | 2       | 0    | Kaan Özcan           | Turquia       | 3:55.61 |       |
| 38   | 1       | 6    | Kristian Kron        | Suécia        | 3:56.79 |       |
| 39   | 2       | 8    | Etay Gurevich        | Israel        | 3:57.02 |       |
| 40   | 1       | 3    | Ján Kútnik           | Chéquia       | 3:57.51 |       |
| 41   | 2       | 9    | Irakli Revishvili    | Geórgia       | 3:57.98 |       |
| 42   | 1       | 4    | Pit Brandenburger    | Luxemburgo    | 3:58.32 |       |
| 43   | 1       | 5    | Ediz Yıldırımer      | Turquia       | 3:58.37 |       |
| 44   | 2       | 6    | Truls Wigdel         | Noruega       | 3:59.44 |       |
| 45   | 3       | 9    | Alexei Sancov        | Moldávia      | 4:03.25 |       |
| 46   | 1       | 2    | Franc Aleksi         | Albânia       | 4:14.68 |       |

### Final
Esse foi o resultado da final. 
| Pos.              | Raia | Nadador             | Nacionalidade | Tempo   | Notas                 |
| ----------------- | ---- | ------------------- | ------------- | ------- | --------------------- |
| Medalha de ouro   | 3    | Gabriele Detti      | Itália        | 3:44.01 | Recorde do campeonato |
| Medalha de prata  | 7    | Henrik Christiansen | Noruega       | 3:46.49 |                       |
| Medalha de bronze | 5    | Péter Bernek        | Hungria       | 3:46.81 |                       |
| 4                 | 2    | Felix Auböck        | Áustria       | 3:46.88 |                       |
| 5                 | 6    | Maarten Brzoskowski | Países Baixos | 3:47.09 |                       |
| 6                 | 4    | Velimir Stjepanović | Sérvia        | 3:47.48 |                       |
| 7                 | 8    | Filip Zaborowski    | Polónia       | 3:49.30 |                       |
| 8                 | 1    | Stephen Milne       | Reino Unido   | 3:49.49 |                       |

Legenda
| Recorde mundial       | Recorde mundial (World record)               |                       | Recorde africano                      | Recorde africano (African) |                                           | Q | Classificado por posição (Qualified) |
| Recorde do campeonato | Recorde do campeonato (Championship record)  | Recorde da América    | Recorde da América (Americas)         | q                          | Classificado por melhor tempo (Qualified) |   |                                      |
| Melhor marca do ano   | Melhor marca do ano (World leading)          | Recorde asiático      | Recorde asiático (Asian)              | DNS                        | Não largou (Did not start)                |   |                                      |
| Recorde nacional      | Recorde nacional (National record)           | Recorde europeu       | Recorde europeu (European)            | DNF                        | Não terminou (Did not finish)             |   |                                      |
| Recorde pessoal       | Recorde pessoal do atleta (Personal best)    | Recorde da Oceania    | Recorde da Oceania (Oceania)          | DSQ / DQ                   | Desclassificado (Disqualified)            |   |                                      |
| Recorde da temporada  | Recorde da temporada do atleta (Season best) | Recorde sul-americano | Recorde sul-americano (South America) | NM                         | Sem marca (No mark)                       |   |                                      |